# Birra di banana

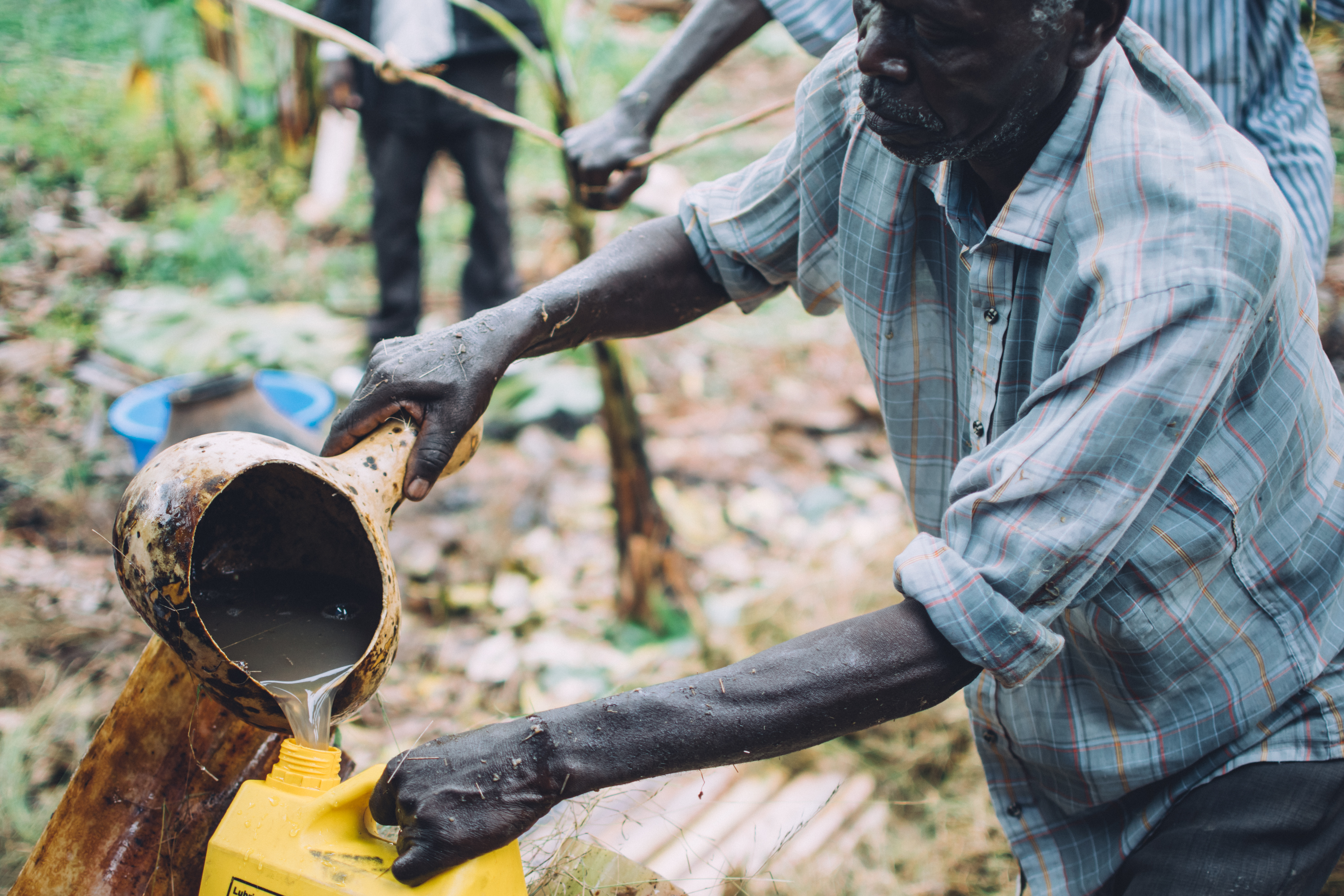
Preparazione artigianale di birra di banana nell'Uganda occidentale

La birra di banana è una bevanda alcolica prodotta dalla fermentazione della polpa di banana.
Nella sua preparazione vengono aggiunti come fonte di lievito selvatico farina di sorgo, miglio o mais.

## Etimologia
In Africa la bevanda assume diverse denominazioni a seconda del paese dove viene consumata: in Kenya è conosciuta come urwaga, nella Repubblica Democratica del Congo come kasiksi, in Uganda come mubisi, in Ruanda e Burundi come urwagwa.